# Thomas Linley (hijo)
Thomas (Tom) Linley (Londres, 7 de mayo de 1756-Lincolnshire, 5 de agosto de 1778) fue un destacado cantante, violinista y compositor inglés, al que se le conoció como el «Mozart inglés».

## Biografía
Thomas Linley nació en 1756, hijo mayor del compositor Thomas Linley y su esposa Mary Johnson. Sus habilidades fueron evidentes desde muy temprana edad, tocando el violín en un concierto en Bristol a los siete años y empezando a componer poco después. Fue aprendiz de William Boyce, el Maestro de la Música del Rey, y realizó un viaje a Italia entre 1768 y 1771 para estudiar violín y composición con Pietro Nardini en Florencia. El musicólogo Charles Burney escribió de su viaje a Italia que: «'Tommasino', como era llamado, y el joven Wolfgang Amadeus Mozart son nombrados en toda Italia como los más prometedores genios de esta época». Ambos tenían 14 años de edad en 1770 y se conocieron y entablaron una estrecha amistad, tocando y componiendo juntos.
A su regreso a Reino Unido realizó una serie de conciertos dirigidos por su padre en Bath y oratorios en el Teatro Drury Lane. Compuso sonatas y conciertos para violín, además de música coral y aportó gran parte de la música de la ópera de baladas llamada The Duenna (1775) de su cuñado Richard Brinsley Sheridan. Entre sus odas se incluía una Ode on the Spirits of Shakespeare. Fue asistente de su padre y sus obras (principalmente madrigales y canciones) fueron publicadas juntas en dos volúmenes.
Tom tocaba con su hermana Elizabeth y "el señor Olivarez, maestro italiano", probablemente el violinista y compositor español Juan Oliver y Astorga, para el duque de Ancaster, cuando falleció accidentalmente en 1778 a los 22 años de edad en el lago del Grimsthorpe Castle en Lincolnshire, al caer de un bote y ahogarse. Su funeral se celebró en la iglesia parroquial de Edenham y luego su cuerpo fue trasladado para su entierro en Bath. Su trágica y prematura muerte fue considerada una desgracia para la música inglesa.